# جان مارتن (ممثلة)
جان مارتن (بالإنجليزية: Jean Martin)‏ هي مغنية وممثلة أمريكية، ولدت في 6 ديسمبر 1919 في سيسكو في الولايات المتحدة، وتوفيت في 2 مارس 2004 في نيويورك في الولايات المتحدة.